# Zephi Alșec
Zephi Alșec (n. 22 februarie 1923, București – d. 8 iulie 1992, Ploiești) a fost un actor român de origine evreiască. A fost unul dintre fondatorii Teatrului Municipal din Ploiești.
A absolvit Institutul de Teatru și Film în anul 1948, după care a fost repartizat la Teatrul de Stat din Ploiești.
Debutul pe marele ecran s-a produs în timpul studenției, cu rolul lui Ianot din filmul „Furtul de la Arizona”, regizat de Mirce Botez, în anul 1945. 

## Filmografie[4]
- Vacanță la mare (1963)
- Cartierul veseliei (1965)
- Calea Victoriei sau cheia visurilor (1966)
- Canarul și viscolul (1970)
- Puterea și adevărul (1972)
- Aventuri la Marea Neagră (1972)
- Sfînta Tereza și diavolii (1972)
- Proprietarii (1973)
- Pistruiatul (1973)
- Conspirația (1973)
- Departe de Tipperary (1973)
- Capcana (1974)
- Agentul straniu (1974)
- Nemuritorii (1974)
- Actorul și sălbaticii (1975)
- Mastodontul (1975)
- Orașul văzut de sus (1975)
- Patima (1975)
- Zile fierbinți (1975)
- Casa de la miezul nopții (1976)
- Revoltă în cosmos (Im Staub der Sterne, 1976)
- Roșcovanul (1976)
- Tănase Scatiu (1976)
- Tufă de Veneția (1977)
- Toate pînzele sus (serial TV, 1977) - ep. 6
- Mînia (1978)
- Septembrie (1978)
- Pentru patrie (1978)
- Melodii, melodii (1978)
- 1978 Severino, regia Claus Dobberke
- Vlad Țepeș (1979)
- Între oglinzi paralele (1979)
- Omul care ne trebuie (1979)
- Singur printre prieteni (1979)
- Artista, dolarii și ardelenii (1980)
- Blestemul pămîntului – Blestemul iubirii (1980)
- Iancu Jianu zapciul (1981)
- Iancu Jianu haiducul (1981)
- Viraj periculos (1983)
- Pe malul stîng al Dunării albastre (1983)
- Un petic de cer (1984)
- Figuranții (1987)
- A doua variantă (1987)
- Duminică în familie (1988)
- Drumeț în calea lupilor (1990)
- Atac în bibliotecă (1993) - Paul Comnoiu